# British Cycling Hall of Fame

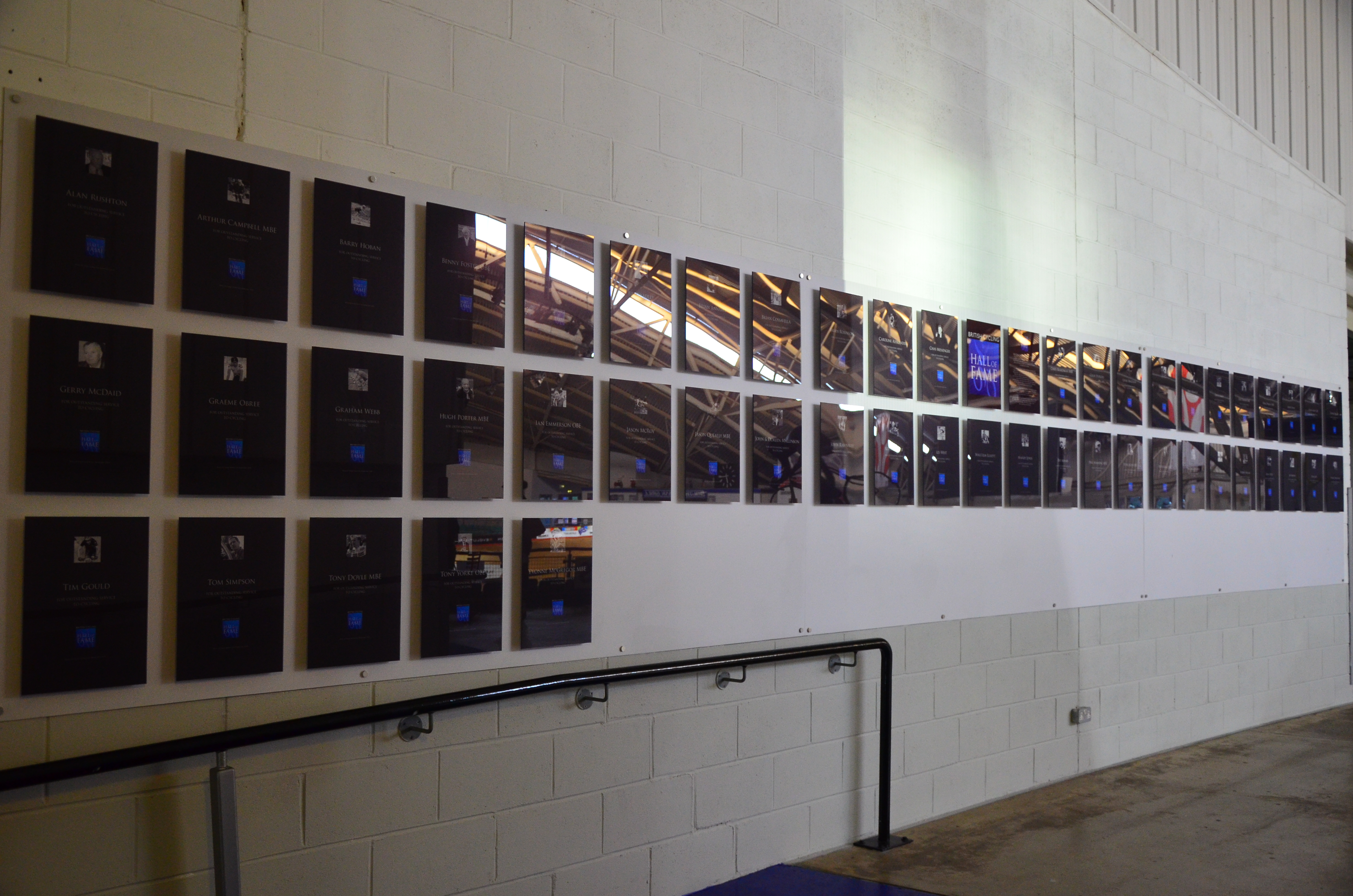

Le British Cycling Hall of Fame est créé en 2009, dans le cadre de la célébration du cinquantième anniversaire de la fédération britannique de cyclisme : le British Cycling.
Le 17 décembre 2009, les noms des cinquante coureurs intronisés au British Cycling Hall of Fame sont annoncés. Le comité de sélection, qui a sélectionné  les noms à partir de 300 candidatures, était composé de Brian Cookson (OBE), William Fotheringham, Robert Garbutt, Peter King, Victoria Pendleton et Hugh Porter.

## Les membres

### Les membres inauguraux (2010)
| - Pat Adams - Caroline Alexander - Brian Annable - David Baker - Sid Barras - Stuart Benstead - Chris Boardman - Bill Bradley - Beryl Burton - Keith Butler - Arthur Campbell - Brian Cossavella - Doug Dailey |  | - Anthony Doyle - Ian Emmerson - Malcolm Elliott - Benny Foster - Tim Gould - Eileen Gray - Dave Hemsley - Barry Hoban - Dale Holmes - Mandy Jones - Peter Keen - Peter King - Stan Kite |  | - Phil Liggett - Craig MacLean - Paul Manning - John & Doreen Mallinson - Yvonne McGregor - Gerry McDaid - Jason McRoy - Chas Messenger - George Miller - Robert Millar - Graeme Obree - Hugh Porter - Jason Queally |  | - John Rawnsley - Brian Robinson - Alan Rushton - Tom Simpson - Eddie Soens - Colin Sturgess - Dot Tilbury - Graham Webb - Les West - Sean Yates - Tony Yorke |

### Membres ultérieurs
| Personnalités inscrites en 2014 : - Victoria Pendleton - Rob Hayles - Roger Hammond - Chris Hoy - Nicole Cooke - Brian Cookson - Norman Sheil |  | Personnalités inscrites en 2016 : - Mick Bennett - Harold Nelson (en) - Bill Owen - John Barclay - Dave Brailsford - Eileen Sheridan (en) - Keith Lambert |  | Personnalités inscrites en 2023 : - Maurice Burton - Emma Pooley - Rebecca Romero - Paul Sherwen |